# Have a Ball
Have a Ball é o álbum de estreia da banda Me First and the Gimme Gimmes, lançado em 1997 pela gravadora independente Fat Wreck Chords.
Este álbum é composto somente com sucessos dos anos 60 e 70.

## Faixas
1. "Danny's Song" (Lonestar) - 2:10
2. "Leaving on a Jet Plane" (John Denver) - 2:32
3. "Me & Julio Down by the Schoolyard" (Paul Simon) - 2:42
4. "One Tin Soldier" (Joni Mitchell) - 2:01
5. "Uptown Girl" (Billy Joel) - 2:22
6. "I Am a Rock" (Simon & Garfunkel) - 2:04
7. "Sweet Caroline" (Neil Diamond) - 2:53
8. "Seasons in the Sun" (Terry Jacks) - 2:27
9. "Fire and Rain" (James Taylor) - 1:24
10. "Nobody Does It Better" (Carly Simon) - 2:28
11. "Mandy" (Barry Manilow) - 2:27
12. "Rocket Man" (Elton John)  3:15